# Omega (satelita)
Omega – seria dwóch radzieckich satelitów technologicznych i jednocześnie pierwszych radzieckich eksperymentalnych satelitów meteorologicznych. Oparte na satelitach serii DS.
Satelity testowały system orientacji statków kosmicznych za pomocą elektrycznego żyroskopu, wyprodukowanego przez zakłady VNIIEM – układu rozpędzanych elektrycznie żyroskopów, hamowanych elektromagnesami i oddziaływającymi z ziemskim polem magnetycznym, co zapewniało stabilizację trójosiową. Satelity przenosiły również pierwsze radzieckie pogodowe radiometry podczerwone do obserwacji pokrywy chmur. Wyniki tych testów, w tym przeprowadzonych na bliźniaczym satelicie Kosmos 23, zostały zastosowane w satelicie Kosmos 122 i dalszych satelitach pogodowych programu Meteor.
W skład serii weszły:
- Kosmos 14 – wystrzelony 13 kwietnia 1963
- Kosmos 23 – wystrzelony 13 grudnia 1963